# Michael Bowen (acteur)
Pour les articles homonymes, voir Michael Bowen et Bowen.
Michael Bowen est un acteur américain né le 21 juin 1953 à Gladewater au Texas (États-Unis). Il est le fils de l'actrice Sonia Sorel et du peintre de la Beat Generation Michael Bowen (en).
Il est le demi-frère des acteurs Robert Carradine et Keith Carradine et l'oncle des actrices Martha Plimpton et Ever Carradine.

## Filmographie

### Cinéma
- 1982 : Mutant, d'Allan Holzman : Jimmy Swift
- 1983 : Valley Girl, de Martha Coolidge : Tommy
- 1984 : La Nuit de la comète (Night of the Comet), de Thom Eberhardt : Larry Dupree
- 1985 : Private Resort, de George Bowers : Scott
- 1985 : Echo Park (en), de Robert Dornhelm : August
- 1986 : Aigle de fer, de Sidney J. Furie : Knotcher
- 1988 : Neige sur Beverly Hills, de Marek Kanievska : Hop
- 1997 : Excess Baggage, de Marco Brambilla : Gus
- 1998 : Jackie Brown, de Quentin Tarantino : Mark Dargus
- 2000 : Magnolia, de Paul Thomas Anderson : Rick Spector
- 2003 : Kill Bill : Volume 1, de Quentin Tarantino : Buck
- 2004 : Tolérance Zéro, de Kevin Bray : Shérif Stan Watkins
- 2008 : Autopsy, d'Adam Gierasch : Travis
- 2009 : La Dernière Maison sur la gauche (The Last House on the Left), de Dennis Iliadis : Morton
- 2012 : Django Unchained, de Quentin Tarantino : Tracker Stew
- 2013 : All Cheerleaders Die : Larry

### Télévision
- 1993 : L'Affaire Amy Fisher : Désignée coupable : Paul Makely
- 2000 : Comment épouser une milliardaire - Un conte de Noël (How to Marry a Billionaire: A Christmas Tale) : Franklyn
- 2001 : X-files - saison 8, épisode 8 ( À coup sûr ) : Dwight Cooper
- 2005 : Lost : Les Disparus (Lost) (série télévisée) - saison 2, épisodes 22 et 24 : Danny Pickett
- 2006 : Lost : Les Disparus (Lost) (série télévisée) - saison 3, épisodes 2, 4, 5, 6 et 7 : Danny Pickett
- 2012 : Revolution (série télévisée) - Saison 1, épisode 4 : Ray Kinsey
- 2012 : Une coupable idéale (The Perfect Student) (TV) : Détective Walker
- 2012-2013 : Breaking Bad (série télévisée) - Saison 5, épisode 8, 10, 11, 13, 14, 15 et 16 : Jack Welker[2]
- 2016 : Gotham - Saison 2, épisode 14 : Matches Malone